# Olwen
Olwen är en gestalt i sagan Culwch och Olwen som ingår i Mabinogion i keltisk mytologi. Hon var dotter till jätten Ysbaddaden. Denne hade för vana att döda alla som friade till henne eftersom det hade förutspåtts att han skulle dö när hon gifte sig. Namnet Olwen betyder Vita Spåret och syftar på att det växte upp vita klöverblommor där hon gick. 